# Who Really Cares
Who Really Cares é o segundo álbum de estúdio da banda indie pop americana TV Girl. Foi lançado em 26 de fevereiro de 2016 e é descrito pela banda como "um álbum sobre sexo ou a falta dele, e suas consequências ou a falta dele".

## Recepção
Who Really Cares foi referido como "um álbum fácil de se relacionar" pela Bandwagon Magazine.

## Lista de faixas
Todas as faixas escritas e compostas por Brad Petering. 
| N.º            | Título                               | Duração |  |
| 1.             | "Taking What's Not Yours"            | 3:25    |  |
| 2.             | "Song About Me"                      | 4:03    |  |
| 3.             | "Cigarettes out the Window"          | 3:18    |  |
| 4.             | "Till You Tell Me to Leave"          | 3:26    |  |
| 5.             | "Not Allowed"                        | 2:47    |  |
| 6.             | "(Do The) Act Like You Never Met Me" | 4:14    |  |
| 7.             | "Safeword"                           | 3:36    |  |
| 8.             | "For You"                            | 3:35    |  |
| 9.             | "Loving Machine"                     | 3:47    |  |
| 10.            | "Heaven is a Bedroom"                | 4:38    |  |
| Duração total: | Duração total:                       | 36:55   |  |

| Faixas bónus do CD japonês |                   |         |  |
| N.º                        | Título            | Duração |  |
| 11.                        | "Natalie Wood"    | 3:59    |  |
| 12.                        | "Like We Planned" | 3:48    |  |
| Duração total:             | Duração total:    | 44:42   |  |

Créditos de amostragem
- "Taking What's Not Yours" contém uma amostra do PSA antipirataria de 1992, Don't Copy That Floppy.
- "Cigarettes Out the Window" e "For You" contém amostras de "Love Song to Jom's Girlfriend" de Frankie Cosmos
- "Not Allowed" contém samples de "You Suck", "FCC", "Fuck Yourself" e "Sue Your Friends", interpretadas por Yeastie Girlz.
- "For You" contém elementos de "Dating Courtesy", dos Shangri-Las de Good Taste Tips e "You Are", interpretada por Frankie Cosmos.
- "Loving Machine" usa samples de "Some Other Time", interpretada por Bill Evans Trio.
- "Safeword" usa a música "Wisdom of a Fool" dos The Royal Jesters.

## Créditos
Créditos adaptados do encarte de Who Really Cares.
- Brad Petering – vocais, composição, gravação, produção, mixagem, design artístico;
- Jason Wyman – gravação, produção, mixagem, masterização;
- Amber Quintero – vocais adicionais (faixas 2 e 3);
- Ally Hasche – vocais adicionais (faixa 3);
- Madison Acid – vocais adicionais (faixas 2 e 12);
- M. Richard Kirstel – fotografia (capa do álbum);
- George Hester – fotografia (notas do encarte).

## Posição nas paradas musicais
| Parada (2023–2024) | Melhor posição |
| ------------------ | -------------- |
| Lituânia (AGATA)   | 6              |
| Polônia (ZPAV)     | 67             |